# 舍夫琴科韋 (托克馬克市鎮)
47°17′9″N 35°37′51″E / 47.28583°N 35.63083°E
舍夫琴科韋（烏克蘭語：Шевченкове）是位於烏克蘭東南部的村莊，由扎波羅熱州波洛希區的托克馬克市鎮負責管轄。該村距離波克罗夫斯凯1公里，始建於1930年，面積0.38平方公里，海拔高度41米，2001年人口54。